# Panik
A Panik együttest David Bonk és Timo Sonnenschein alapította 2002-ben. Később a zenekar hattagúvá vált és kisebb koncerteket adtak. 2006-ban felfedezte őket a Universal lemezcég, ezután aláírtak egy lemezszerződést, és felvették a Nevada Tan nevet.
2007. március 30-án megjelent a kislemezük ami a Revolution nevet viselte, és 15. helyen kezdett a Media-Control-Chart-on. Ezután elindultak első turnéjukra. A siker tovább folytatódott. 2007. április 13-án megjelent a debütáló albumuk a Niemand hört dich, amely a német Chart 8.  helyéig jutott. 2007. június 8-án megjelent a második kislemezük Vorbei címmel. Ez a szám a 29.  helyik jutott. Egyre több fesztiválon játszottak és 2007. augusztus 24-én megjelent a harmadik és egyben utolsó kislemezük, ami a Neustart nevet kapta. Ez már csak a 44.  helyig jutott a Charton. 2007. szeptember 28-án jött a Nevada Tan utolsó megjelentetése: a LIVE-DVD, amit Heidelbergbe vettek fel, de előtte megjelent az Ein neuer Tag videóklip, amit az élő felvételekből vágtak össze.
A DVD megjelenése után a Nevada Tan utoljára adott egy nagy turnét. Ez a turné nem nagyon hozott szerencsét. A zenekar turnébusza karambolozott amelyben David megsérült. Ezenkívül mindenki beteg lett és belázasodott, Frank hangjával komoly gondok voltak, így a turnét röviddel a vége előtt le kellett mondaniuk. Az időpontokat decemberbe pótolták.
A turné után minden megnyugodott.  Elkezdték írni a második lemezükre a dalokat és azokat megzenésíteni. 2008. január 19-én nyilvánosságra hozták, hogy a zenekar megválik a menedzsereiktől, és a Nevada Tan névtől, újra Panik lett a nevük. Az első fellépésük Panik néven Bundesvision Song Contest-en volt, egy zenei versenyen. A Panik 6.  helyet érte el, és olyan zenekarokat hagyott maga mögött, mint a Sportfreunde Stille vagy a Culcha Candela.
2008. február 15-én jelent meg a Panik debütáló kislemeze a Was würdest du tun? címmel. Ugyanazon a napon az Echo díjátadón is voltak, ahol két kategóriába is jelölték őket("Künstler/Künstlerin/Grupe National Rock/Alternative" és "Erfolgreichster Newcomer National"),de egyiket se nyerték meg.  A kislemez a Chart 28.  helyéig jutott.
A Jetix Awards 2008-ban jelölték őket "Coolster Live Act" kategóriába. Megnyerték a díjat. 2008. október 24-én volt a díjátadó.
A Panik második albuma 2009. szeptember 25-én kerültek a boltokba.

## Tagjaik
| Név                      | Hangszer                 | Született            |
| ------------------------ | ------------------------ | -------------------- |
| Frank "Franky" Ziegler   | Ének                     | 1987. április 28.    |
| Timo "T:mo" Sonnenschein | Rap                      | 1987. szeptember 20. |
| Christian Linke          | Basszusgitár/Gitár/Vokál | 1987. március 11.    |
| David Lauden Bonk        | Gitár/Zongora/Vokál      | 1988. február 6.     |
| Jan Werner               | DJ                       | 1988. március 1.     |
| Juri Ibo Kaya Schewe     | Dob                      | 1986. november 24.   |

## Diszkográfia
- Niemand hört Dich  2007. április 20.
- Panik - Panik 2009. szeptember 24.

Kislemezek:
- Revolution  2007. március 30.
- Neustart  2007. március 2.
- Vorbei  2007. június 8.
- Was würdest du Tun?  2008. február 15.
- Panik - Lass mich fallen 2009. szeptember 4.

## Külső hivatkozások
- Hivatalos weboldal Archiválva 2008. február 19-i dátummal a Wayback Machine-ben
- weblapja
- Rajongói oldal (Német)
- Linke's weblapja
- David's weblapja
- Franky's weblapja